# Diknu Schneeberger

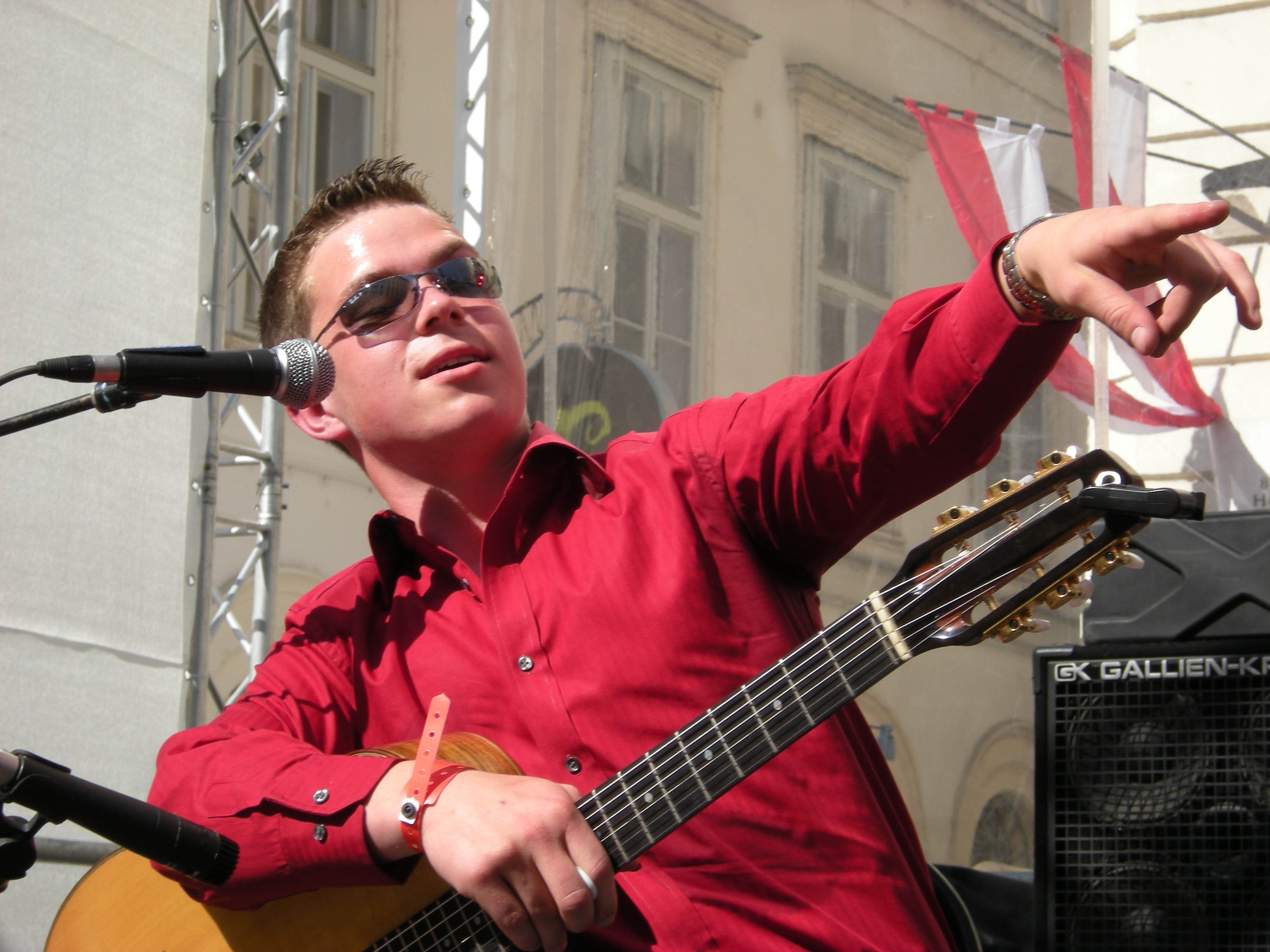
Diknu Schneeberger, Wien 2009.

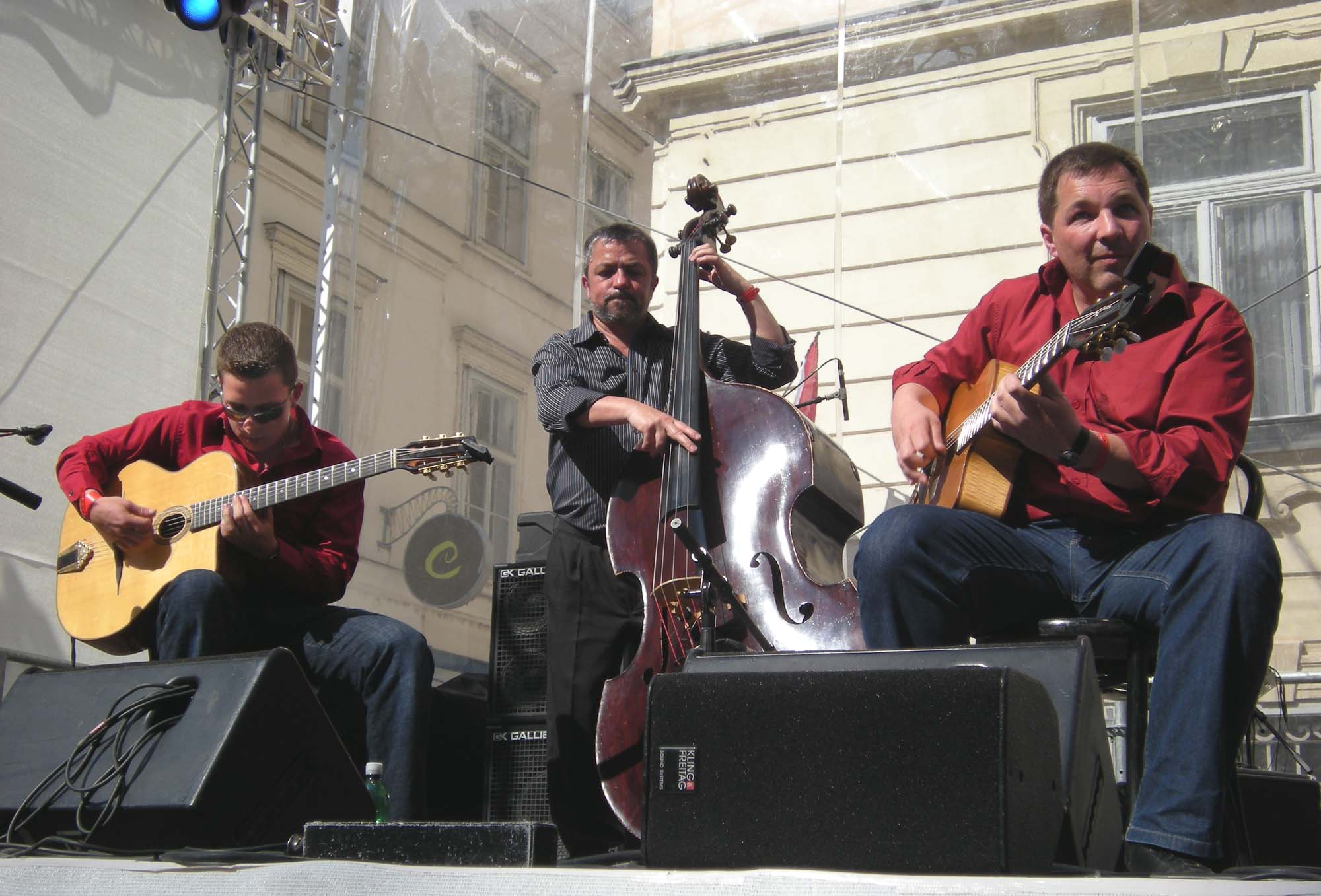
Diknu Schneeberger Trio, Wien 2009. V.l.: Diknu, Joschi Schneeberger, Martin Spitzer

Diknu Schneeberger (* 17. Januar 1990 in Wien) ist ein österreichischer Jazzgitarrist in der Tradition des Gypsy-Jazz. 

## Leben und Wirken
'Diknu' ist der Sohn des Jazz-Bassisten Joschi Schneeberger. Nach wenigen Monaten Gitarrenunterricht hatte er im Juni 2004 seinen ersten öffentlichen Auftritt; im Oktober 2004 spielte er bereits seine erste CD mit dem Joschi Schneeberger Quintett ein. 2006 erhielt er den Hans-Koller-Preis als Talent des Jahres.
Zunächst unterrichtete ihn Striglo Stöger, später Martin Spitzer, bis 2019 ebenfalls Gitarrist im Diknu Schneeberger Trio; Bassist war sein Vater Joschi Schneeberger. Daneben studierte Diknu Jazzgitarre am Konservatorium der Stadt Wien, brach das Studium aber ab. Seit 2020 gehören Gitarrist Julian Wohlmuth und Bassist Martin Heinzle zu seinem Trio, das auch um Geiger Benjamin Schmid erweitert (als „Beni & Diknu“) auftritt.

## Diskographische Hinweise
- Joschi Schneeberger Quintett: Rani (2004)
- Rubina (2007)
- The Spirit of Django (2010)
- Friends: A New Colour in Gypsy Jazz (2012)
- Joschi Schneeberger Quintett: Live (2015)
- Feuerlicht (2018)
- Gypsy Rebel (2019)
- Live from Porgy & Bess (2020), mit Julian Wohlmuth, Martin Heinzle[3]